# Omphra drumonti
Omphra drumonti – gatunek chrząszcza z rodziny biegaczowatych i podrodziny Anthiinae.

## Taksonomia
Gatunek ten opisany został w 2012 roku przez Shiju T. Raja, Thomasa K. Sabu i Zhao Danyanga na podstawie pojedynczego okazu samicy złowionego w Tamilnadu. Epitet gatunkowy nadano na cześć Alaina Drumonta.

## Opis
Ciało długości 18 mm, z wierzchu i od spodu brązowawoczerwone. Sternity odwłoka żółtawoczerowne z przodu a czarne z tyłu i pośrodku. Odnóża ciemnoczerwone. Szczecinki na całym ciele szare. Nasada bródki z parą szczecinek. Przedplecze silnie wypukłe, najszersze pośrodku, prawie zaokrąglone. Tarczka punktowana. Pokrywy wydłużone, najszersze za środkiem, o barkach wystających, a wierzchołku ściętym i nieobrzeżonym. Międzyrzędy pokryw słabo wypukłe. Narządy rozrodcze nieznane.
Gatunek podobny do O. atrata.

## Rozprzestrzenienie
Gatunek orientalny, endemiczny dla południowych Indii.